# Marca-Huta
Marca-Huta – wieś w Rumunii, w okręgu Sălaj, w gminie Marca. W 2011 roku liczyła 21 mieszkańców.